# Bound for Glory (2005)
Bound for Glory 2005 fue la primera edición de Bound for Glory, un evento pay per view de lucha libre profesional producido por la Total Nonstop Action Wrestling. Tuvo lugar el 23 de octubre de 2005 en la Zona de Impacto en Orlando, Florida. El evento estuvo dedicado a Reggie "The Crusher" Lisowski, quien había muerto una noche antes.

## Resultados
- Sonjay Dutt derrotó a Alex Shelley, Austin Aries y Roderick Strong en un Fatal Four-Way (12:31)
  - Dutt cubrió a Strong después de una "Bombay rana".
- Samoa Joe derrotó a Jushin Liger (7:15)
  - Joe forzó a Liger a rendirse con una "Coquina Clutch".
- The Diamonds in the Rough (Simon Diamond, David Young y Elix Skipper) derrotaron a Apolo, Sonny Siaki y Shark Boy (7:07)
  - Young cubrió a Siaki después de un "Spinebuster".
- Monty Brown derrotó a Lance Hoyt (6:32)
  - Brown cubrió a Hoyt después de un "Pounce".
- Team Canada (Bobby Roode, Eric Young y A-1) (c/Coach D'Amore) derrotaron a 3Live Kru (Konnan, Ron Killings y B.G. James) (5:59)
  - Roode cubrió a James después de golpearle con un palo de hockey.
  - Después de la lucha, Team Canada continuó atacando a 3Live Kru hasta que Kip James les salvó.
- Petey Williams derrotó a Chris Sabin y Matt Bentley (c/Traci) en un Ultimate X match (13:38)
  - Williams ganó cuando la X cayó al suelo y Williams la cogió.
  - Al ganar la pelea, se convirtió en el aspirante número 1 por el Campeonato de la División X de la TNA.
  - Durante la lucha, la X cayó al suelo y la pelea tuvo que pararse para colgarla. Debido a este polémico final, la revancha fue anunciada en TNA iMPACT! el 3 de noviembre
- America's Most Wanted (Chris Harris y James Storm) derrotaron a The Naturals (Chase Stevens y Andy Douglas), reteniendo el Campeonato Mundial por Parejas de la NWA (10:38)
  - Storm cubrió a Stevens después de una "Death Sentence".
- Rhino derrotó a Abyss (c/James Mitchell), Sabu y Jeff Hardy en un Monster's Ball match (11:47)
  - Rhino cubrió a Hardy después de una "Rhino Driver" desde la segunda cuerda.
- A.J. Styles derrotó a Christopher Daniels 1-0 en un Iron Man match, reteniendo el Campeonato de la División X de la TNA (30:00)
  - Styles cubrió a Daniels después de un "Styles Clash".
- Rhino ganó un Gauntlet for the Gold de 10 hombres (14:16)
  - Los participantes fueron: Samoa Joe, Ron Killings, Sabu, Savio Vega, Abyss, Jeff Hardy, Monty Brown, Rhino, Kip James y A.J. Styles.
  - Rhino eliminó finalmente a Abyss, ganando la lucha.
  - Como consecuencia, se convirtió en aspirante número 1 por el Campeonato Mundial Peso Pesado de la NWA.
- Rhino derrotó a Jeff Jarrett (c/Gail Kim) (c/Tito Ortiz como árbitro especial), ganando el Campeonato Mundial Peso Pesado de la NWA (5:40)
  - Rhino cubrió a Jarrett después de un "Gore".
  - Después de la lucha, America's Most Wanted pegaron a Rhino con ayuda de Jarrett. 3Live Kru entró a salvar a Rhino, pero Team Canada les atacó. Team 3D entraron en el ring para ayudar a Rhino y 3Live Kru.
  - El evento principal original era Jeff Jarrett contra Kevin Nash, pero no pudo realizarse por un problema de salud de Nash que le impidió luchar.